# دينا الوديدي
دينا الوديدي (1 أكتوبر 1987)، هي مغنية، ملحنة، وممثلة مصرية. عُرفت دينا بدور المؤدية الرئيسية لمجموعة من الموسيقيين الذين عملوا على نطاق واسع خلال السنتين الماضيتين، حيث دمجوا بين الموسيقى المحلية والعالمية.

## النشأة
ولدت دينا ونشأت في الجيزة، مصر. درست الأدب الشرقي بالتخصص في الأدب التركي والفارسي في جامعة القاهرة، حيث تخرجت في عام 2008، وقضت بعض الوقت في العمل كمترجمة وأحيانا مرشدة سياحية في مصر.
بدأت دينا في حياتها المهنية كمغنية بانضمامها إلى مسرح الورشة سنة 2008. وغنت عدة أنواع من الموسيقى التقليدية بمساعدة ماجد سليمان ولكن غادرت المسرح وبدأت الغناء مع عدة موسيقيين مصريين مستقلين مثل فتحي سلامة الفائز جائزة غرامي وكاميليا جبران.

## الموهبة
كان لدِينا شغف موسيقي منذ صغرها، بعد خروجها من «الورشة» أسست فرقة موسيقية من 6 أعضاء، واشتهرت في 2011 وتحديدا مع ثورة 25 يناير حيث غنت أغنية «خلينا نحلم» وهي أغنية عن مصر وتونس وغنتها كفنانة تمثل مصر رفقة «فريق مسار إجباري» و«تامر شلبي»، ومن تونس مع مهدي رابح وأمين دريدي ومحمد بن جمعة.

### مشروع النيل
في 2013 كانت دينا جزءا من «مشروع النيل» وهو ملتقى ثقافي للمغنيين والمفكرين المصريين، حيث قدم فيه أغنيتها «يا جنوبي» التي بينت فيها مدى تأثرها بالنيل (الذي وصفه بالجنوب) ومدى غدوه جزءا من حياتها.

### ديسكوغرافيا
- 2014: أغان من ربيع مسروق (بالإنجليزية: Songs from a Stolen Spring)‏[4]
- 2014: تدور وترجع (بالإنجليزية: Turning Back)‏[5]